# Кобиља Глава (Вогошћа)
Кобиља Глава је насељено мјесто у саставу општине Вогошћа, Федерација Босне и Херцеговине, БиХ.

## Становништво
| Националност       | 1991.          | 1981.          | 1971.        |
| Муслимани          | 2.750 (95,95%) | 1.635 (89,83%) | 740 (95,60%) |
| Срби               | 46 (1,60%)     | 17 (0,93%)     | 27 (3,48%)   |
| Хрвати             | 4 (0,13%)      | 7 (0,38%)      | 0            |
| Југословени        | 37 (1,29%)     | 139 (7,63%)    | 0            |
| остали и непознато | 29 (1,01%)     | 22 (1,20%)     | 7 (0,90%)    |
| Укупно             | 2.866          | 1.820          | 774          |